# День маркетолога
Див. також День працівників реклами.
День маркето́лога — неофіційне українське свято спеціалістів з маркетингу, що відзначається щороку 25 жовтня.
Дату святкування обрано, тому що 25 жовтня 1975 р. у колишньому Радянському Союзі, у Міністерстві зовнішньої торгівлі СРСР було створено «Управління з маркетингу та реклами», яке просувало радянську продукцію на зарубіжних ринках.